# Walther Siegmund-Schultze
Walther Siegmund-Schultze (* 6. Juli 1916 in Schweinitz (Elster); † 6. März 1993 in Halle/Saale) war ein deutscher Musikwissenschaftler und Händel-Forscher.

## Leben
Der Sohn des Juristen und Bürgermeisters von Schweinitz, Hans Siegmund-Schultze, und dessen Ehefrau, der Lehrerin Ida geb. Böhme, besuchte von 1925 bis 1928 das Staatliche Domgymnasium zu Magdeburg und danach das Johanneum in Liegnitz, wo er 1935 das Abitur ablegte. Anschließend wurde er zum Reichsarbeitsdienst herangezogen. Von 1935 bis 1939 studierte er Musikwissenschaft, Germanistik und alte Sprachen an der Schlesischen Friedrich-Wilhelms-Universität zu Breslau, wo er Ende des Jahres 1939 das Staatsexamen in Germanistik, Latein, Griechisch und Musik ablegte. Im Juli 1940 wurde er an der Philosophischen Fakultät mit einer Dissertation über Mozarts Vokal- und Instrumentalmusik in ihren motivisch-thematischen Beziehungen zum Dr. phil. promoviert. Die Gutachter der Arbeit waren Arnold Schmitz und Fritz Feldmann.
Siegmund-Schultze trat am 10. April 1934 als Rottenführer in die SA ein. 1935 wurde er in Breslau Mitglied des NSD-Studentenbundes und ab 1. Mai 1937 Mitglied der NSDAP. Von September 1940 bis Kriegsende diente er als Unteroffizier in einer Nachrichtenabteilung der Infanterie der Wehrmacht an der Ostfront; er wurde dreimal verwundet. Von Mai 1945 bis Februar 1946 verbrachte er in britischer Kriegsgefangenschaft im Lazarett Itzehoe.
Nach seiner Entlassung in die Sowjetische Besatzungszone war Siegmund-Schultze 1946/47 Lehrer und Erzieher an den Franckeschen Stiftungen in Halle (Saale). 1947 legte er die 2. Lehrerprüfung ab. 1947/48 war er Lehrer an der Adolf-von-Harnack-Oberschule Merseburg, bis er Ende 1948 Referent bzw. Oberreferent und stellvertretender Abteilungsleiter Hochschulen beim Ministerium für Kultur und Bildung des Landes Sachsen-Anhalt bzw. beim Rat des Bezirkes Halle wurde. 1951 habilitierte er sich an der Philosophischen Fakultät in Halle mit der von Max Schneider begutachteten Schrift Untersuchungen zum Brahmsstil und Brahmsbild. Ab 1951 war er Musikreferent des Landes Sachsen-Anhalt bzw. des Bezirkes Halle.
Außerdem nahm er Lehraufträge an der Musikhochschule und der Martin-Luther-Universität Halle-Wittenberg an. 1951/53 erhielt er eine Dozentur für Musikwissenschaft. 1954 wurde er Professor mit vollem Lehrauftrag für Musikwissenschaft und 1956 mit Lehrstuhl. Seine Forschungsschwerpunkte waren die Musikgeschichte und -ästhetik sowie die Oper; intensiv befasste er sich mit der Musik von Beethoven, Brahms, Verdi, Mozart und Händel; außerdem förderte er die Telemann-Forschung in der DDR. In Halle übernahm er die Direktorate der Institute für Musikwissenschaft und Musikerziehung. Von 1959 bis 1965 war er Dekan der Philosophischen Fakultät. Von 1965 bis 1970 war er kommissarischer Leiter des Institutes für Musikwissenschaft sowie Leiter der Fachrichtung Musikwissenschaft und der Historisch-systematischen Abteilung an der Karl-Marx-Universität Leipzig. 1969/70 war er Mitglied des Sektionsrates und des Fachbereiches Musikwissenschaft und Leiter des Lehrkollektivs Musikerziehung/Deutsch in der Sektion Kulturwissenschaft und Germanistik der Karl-Marx-Universität. 1981 wurde er emeritiert.
Von 1946 bis 1990 war er Mitglied des Kulturbundes der DDR und des Bezirksvorstandes Halle/Saale. Im Jahr 1948 trat er der SED bei. 1952 war er Mitbegründer des Verbandes Deutscher Komponisten und Musikwissenschaftler, dort von 1955 bis 1989 1. Vorsitzender im Bezirksverband Halle/Magdeburg und Präsidiumsmitglied bzw. ab 1968 Vizepräsident. In den Jahren 1954 bis 1981 war er für die Fraktion des Kulturbundes Abgeordneter des Bezirkstages Halle. 1958 wurde er Mitglied des Friedensrates der DDR und 1960 im Verband Deutscher Journalisten bzw. Redaktionsmitglied der Zeitschrift Kunst und Literatur.

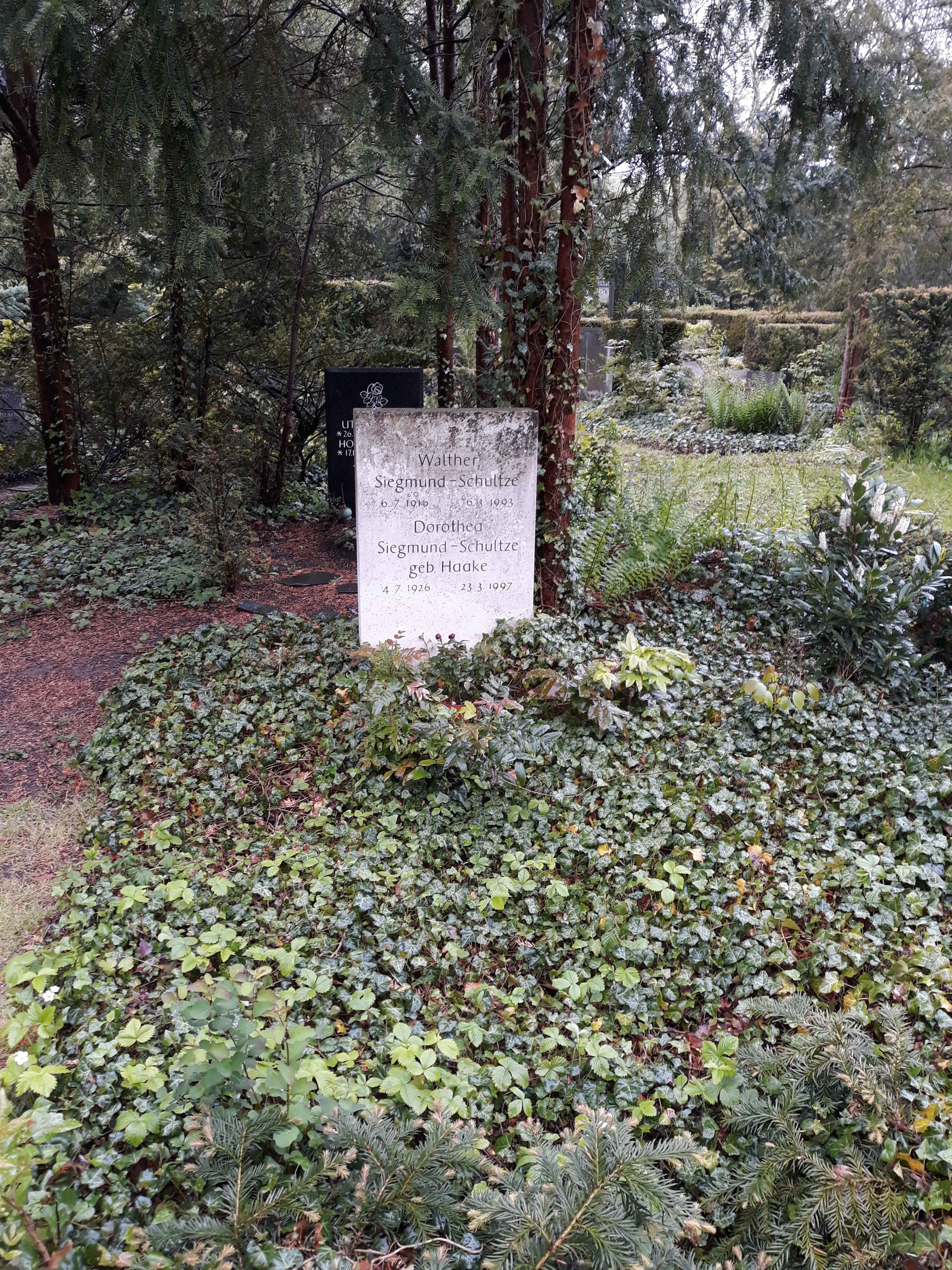
Grab Walther Siegmund-Schultze und Ehefrau Dorothea, Gertraudenfriedhof Halle (Saale)

Walther Siegmund-Schultze wurde auf dem Gertraudenfriedhof in Halle beigesetzt. Sein (bisher nicht erschlossener) Nachlass befindet sich in der Bibliothek der Stiftung Händel-Haus.

## Händel-Forschung
Ab 1952 wirkte er bei den Händel-Festspielen mit. 1955 gehörte er zu den Mitbegründern der internationalen Georg-Friedrich-Händel-Gesellschaft. Von 1955 bis 1988 war er Wissenschaftlicher Sekretär und von 1988 bis 1991 Präsident der Händel-Gesellschaft. Von 1957 bis 1993 war er Editionsleiter (ab 1991 mit Bernd Baselt) der Hallischen Händel-Ausgabe. Außerdem oblag ihm die Schriftleitung des Händel-Jahrbuchs.

## Auszeichnungen
- Medaille für ausgezeichnete Leistungen (1956)
- Deutsche Friedensmedaille (1959)
- Pestalozzi-Medaille für treue Dienste (1959)
- Händelpreis des Bezirkes Halle (1959)
- Vaterländischer Verdienstorden in Bronze (1959), in Silber (1976) und in Gold (1981)
- Johannes-R.-Becher-Medaille in Gold (1962)
- Ehrennadel der Gesellschaft für Deutsch-Sowjetische Freundschaft in Silber (1963)
- Verdienter Lehrer des Volkes (1964)
- Nationalpreis der DDR III. für Wissenschaft und Kunst (Kollektiv Händelforschung und Händelpflege, 1969)
- Banner der Arbeit (Kollektiv, 1974)
- Stern der Völkerfreundschaft in Gold (1986)
- Georg-Philipp-Telemann-Preis der Stadt Magdeburg (1987)

## Werke
Neben zahlreichen Aufsätzen, Texten für Schallplattentaschen, Werkanalysen, Gestaltungen von Sendungen für Hörfunk und Fernsehen, Rezensionen, Opern- und Konzertkritiken verfasst Walther Siegmund-Schultze folgende Bücher:
- Die Musik Bachs (1953)
- Georg Friedrich Händel. Leben und Werk (1954)
- Mozarts Melodik und Stil (1958)
- Georg Friedrich Händel (1959)
- Über den Begriff der Volkstümlichkeit in der Kunst (1960)
- Zu einigen Fragen der Musikästhetik (1962)
- Johannes Brahms (1966)
- Ludwig von Beethoven. Eine Monographie (1975)
- Johann Sebastian Bach (1976)
- Georg Friedrich Händel (1980)
- Georg Philipp Telemann (1980)
- Wolfgang Amadeus Mozart. Eine kleine Biographie (1991)
- Wolfgang Amadeus Mozart. Ideal – Idol – Idee (1994)